# راک استار (ترانه دابیبی)
«راک استار» (به انگلیسی: Rockstar) ترانه‌ای از رپر آمریکایی دابیبی با همراهی آوازهای رپر آمریکایی رودی ریچ است. این ترانه در ۱۷ آوریل ۲۰۲۰ به‌عنوان دومین تک‌آهنگ آلبوم دابیبی توسط اینترسکوپ رکوردز منتشر شد. «رک استار» هفت هفته غیر متوالی در رتبه ۱ ۱۰۰ آهنگ داغ بیلبورد قرار گرفت.